# Гусев, Николай Петрович (военачальник)
Николай Петрович Гусев (5 октября 1946 — 12 апреля 2013) — советский и российский военачальник, командир 30-го гвардейского армейского корпуса, генерал-лейтенант.

## Биография
Николай Гусев родился 5 октября 1946 года.

### Служба в армии
В 1964 году поступил и 1968 году окончил Новосибирское высшее общевойсковое командное училище
- с 28.8.1964 г. — курсант, г. Новосибирск, г. Омск.
- с 25.7.1968 г. (3г. 1 месяц) — г. Владикавказ, лейтенант командир взвода, Орджоникидзевское ВОКУ, СКВО
- с 28.8. 1971 г.(1г. 2 месяца) — г. Орджоникидзе, командир роты, 32-го мсп, 19-й мсд, СКВО
- с 27.10.1972 г. (1г. 10 месяца) — г. Орджоникидзе, начальник штаба — заместитель командира батальона, 32-го мсп, 19-й мсд, СКВО
- с 31.08.1973 г.(3 года) — г Москва, слушатель Военной Академии им. М. В. Фрунзе.
- с 26.6.1976 года. — г. Тбилиси, заместитель командира полка, в/ ч 31690
- с 10.5.1977 г. (2г. 5 мес.) — г. Тбилиси, начальник штаба 1-й учебный мотострелковый полк 100-я мотострелковая дивизия ЗакВО, в/ ч 31690
- с 21.11.1978 г.(4 года) — г.Батуми, подполковник (досрочно) командир 90-го мсп 145-я мотострелковая дивизия в/ч 29483[1],
- с 19.11.1982 года — г. Батуми, начальник штаба- 1-й заместитель командира 145-й мсд 31-го ак[2], в/ч 71446
- с 19.7.83 г.- (4г.3 мес.) ЗГВ, г. Потсдам, НШ- ЗКД 35 мсд 20-й гв. ОА[3], в/ч 60654

### На высших должностях
- с 3.01. 1987 года, командир 90-й гвардейской танковой Львовской ордена Ленина Краснознамённой ордена Суворова дивизии 20-я гв. ОА, в/ч 61150, в/ч 83379 ГСВГ ЗГВ, г. Бернау

Служил в городах Потсдам, Крампниц, Бернау, Берлин ЗГВ- Германия — (6 лет).
- С 6.1989 года. — слушатель Военной академии ГШ г. Москва[4].
- с 7.6.1991 г. (5 лет) — командир 30-го гвардейского армейского корпуса ЛенВО, г. Выборг[5].

### После службы
Уволен из рядов ВС РФ — 30 июня 1995 года г. Объявлен Приказом МО РФ № 0912 от 14.6. 1995 года., годен вне строя в мирное время, с правом ношения военной формы.
С объявлением благодарности.
После службы жил и работал в Выборге. Возглавлял ветеранскую организацию ветеранов Вооружённых Сил.
Умер 12 апреля 2013 года. Похоронен в Выборге.

## Награды
- Орден Красной Звезды
- Медаль «За укрепление боевого содружества»
- Юбилейная медаль «Двадцать лет Победы в Великой Отечественной войне 1941—1945 гг.»
- Юбилейная медаль «300 лет Российскому флоту»
- Медаль «Ветеран Вооружённых Сил СССР»
- Юбилейная медаль «50 лет Вооружённых Сил СССР»
- Юбилейная медаль «60 лет Вооружённых Сил СССР»[7]
- Юбилейная медаль «70 лет Вооружённых Сил СССР»[8]
- Медаль «За безупречную службу» I степени
- Медаль «За безупречную службу» II степени
- Медаль «За безупречную службу» III степени
- Медаль «За ратную доблесть» и др.
- Знак ЦК ВЛКСМ «За воинскую доблесть»
- Иностранные награды.

## Память
- Похоронен на городском кладбище